# Kriegerdenkmal Mannhausen

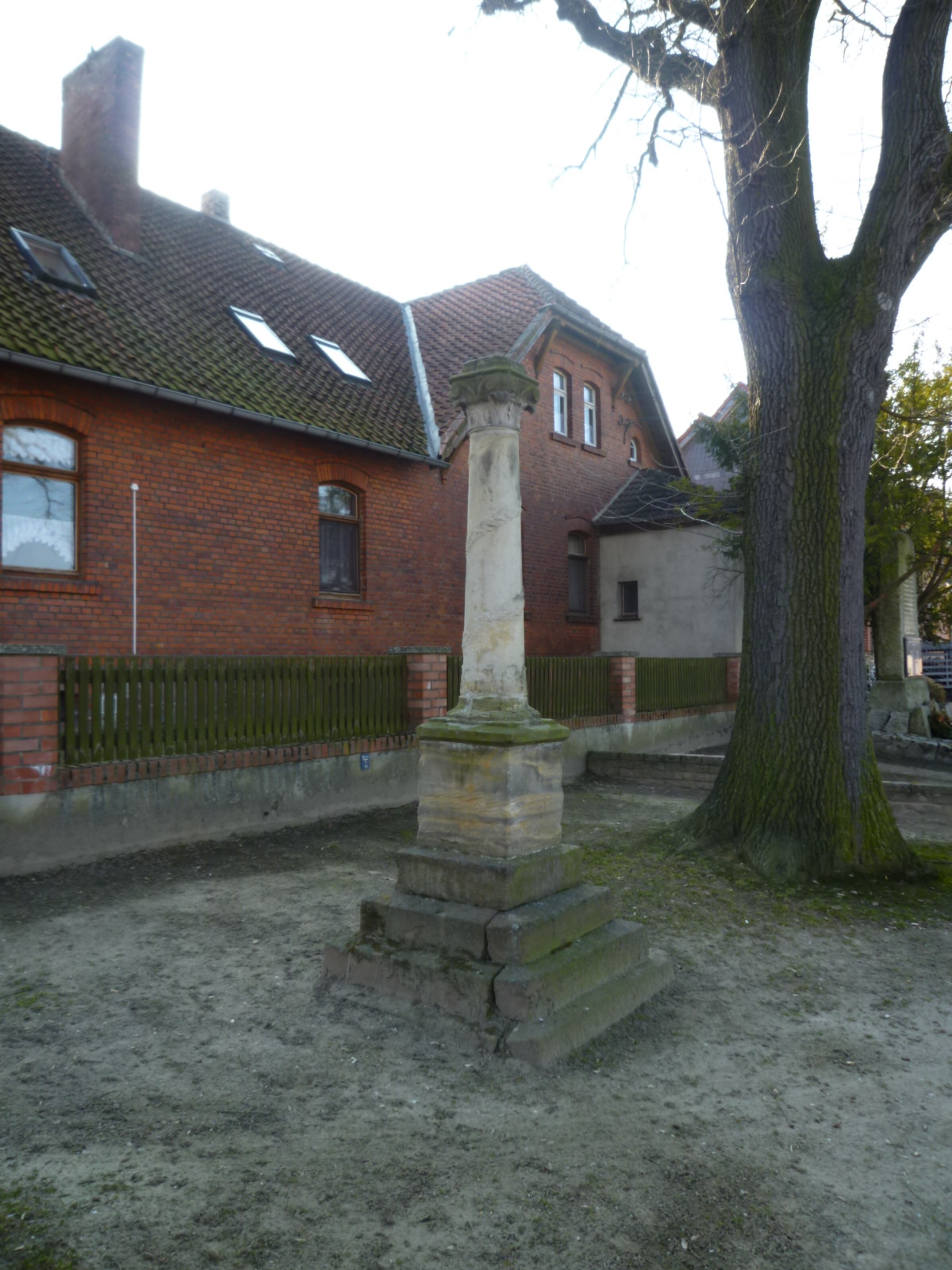
Kriegerdenkmal 2011

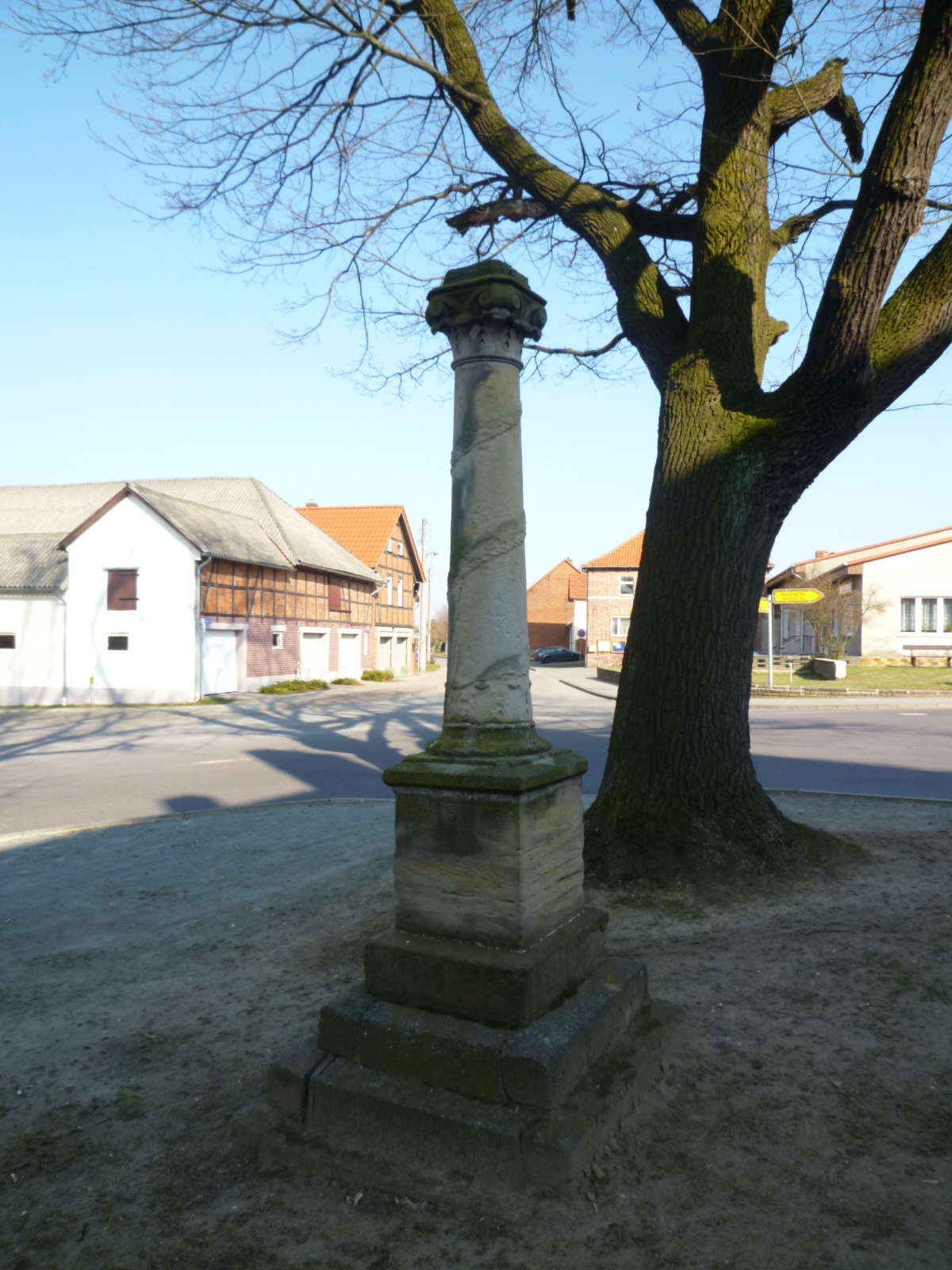
Säule 2011

Das denkmalgeschützte Kriegerdenkmal im Calvörder Ortsteil Mannhausen befindet sich an der Ecke Wegenstedter Straße/Velsdorfer Straße südlich direkt am Dorfplatz unter Eichen am ehemaligen Schulhaus.

## Beschreibung
Das städtebaulich markante Denkmal wurde für die Gefallenen des Deutsch-Französischen Kriegs 1870/1871 errichtet. Das Gedächtnismal besteht – stilistisch auffallend – aus einer eichenlaubumwundenen Säule mit Kompositkapitell auf einem Stufensockel als Träger. Das Erscheinungsbild dieses Denkmals ist in der Gemeinde Calvörde einzigartig.